# Chantal Achterberg
Chantal Achterberg (født 16. april 1985) er en nederlandsk roer.
Hun var med i den hollandske otter ved OL 2012 i London, og den hollandske båd blev nummer tre i sit indledende heat, men vandt derpå opsamlingsheatet. Hollænderne vandt bronze, idet de i finalen kun blev slået af den amerikanske og den canadiske båd.
Hun repræsenterede desuden Nederland under OL 2016 i Rio de Janeiro, denne gang i dobbeltfirer sammen med Nicole Beukers, Inge Janssen og Carline Bouw. Båden blev nummer tre i sit indledende heat, hvorpå den vandt opsamlingsheatet og dermed var i finalen. Her lykkedes det hollænderne at vinde sølv, idet de kom i mål knap et sekund efter de tyske vindere, men et halvt sekund foran polakkerne på tredjepladsen.